# Herman Candries
Herman Candries (Mechelen, 28 juli 1932 – Zemst, 18 augustus 2025) was een Belgisch politicus voor de Volksunie en de CVP.

## Levensloop
Candries volgde een militaire opleiding en studeerde personeels- en bedrijfsmanagement, bedrijfspsychologie en financieel management aan diverse binnen- en buitenlandse universiteiten. Van 1951 tot 1977 was Candries in het Belgische leger kolonel-vlieger-stafbrevethouder in de luchtmacht. Ook doceerde hij aan de Krijgsschool en was hij het hoofd van de informatiedienst van het ministerie van Landsverdediging. 
In 1976 en 1977 werd hij bekend bij het tv-publiek als panellid in de Wies Andersen Show.
Hij was van 1977 tot bij het aantreden van John Cordier in 1982 voorzitter van KV Mechelen. Van 1978 tot 1980 was Candries zelfstandig raadgever en van 1980 tot 1987 afgevaardigd beheerder van de Flemish Aerospace Group.
In 1987 kwam hij als verruimingskandidaat voor de Volksunie op bij de verkiezingen. Candries werd verkozen en zetelde van 1987 tot 1995 voor het arrondissement Mechelen in de Kamer van volksvertegenwoordigers. Hij was lid van de commissies voor de Landsverdediging en voor het Bedrijfsleven en was van 1989 tot 1993 voorzitter van de Volksunie-fractie van de Kamer. Van 1989 tot 1995 was hij eveneens gemeenteraadslid van Mechelen.
In september 1993, na het Leuvense Congres waar een nipte meerderheid van de Volksunie-partijleden voor een progressievere maatschappelijke koers stemde, brak hij met zijn partij en stapte hij over naar de CVP.
In de periode februari 1988-mei 1995 had hij als gevolg van het toen bestaande dubbelmandaat ook zitting in de Vlaamse Raad, de voorloper van het huidige Vlaams Parlement. Vanaf 30 september 1993 was hij voor de CVP in de Vlaamse Raad eerste ondervoorzitter van de Commissie voor Economie, Energie, Landbouw en Werkgelegenheid.
Na de eerste rechtstreekse verkiezingen voor het Vlaams Parlement van 21 mei 1995 zetelde hij als Vlaams volksvertegenwoordiger voor de CVP in opvolging van minister-president Luc Van den Brande voor de kieskring Mechelen-Turnhout. Hij werd op 27 januari 1998 op zijn beurt opgevolgd door Kathleen Helsen. Hij bleef actief in het Overlegcentrum van Vlaamse Verenigingen, onder meer in de strijd voor de splitsing van Brussel-Halle-Vilvoorde. In 2005 was hij een van de ondertekenenaars van de Oproep tot steun aan de Vlaamse burgemeesters van Halle - Vilvoorde.

### Privé
Herman Candries was gehuwd met Martha Verelst (1933). Samen kregen ze vier kinderen, vier kleinkinderen en vijf achterkleinkinderen. Hij was de schoonvader van zangeres Connie Neefs.

## Titels en eerbetoon
Herman Candries was reserveofficier en had de eretitels Commandeur in de Leopoldsorde, Commandeur in de Orde van Leopold II, Commandeur in de Kroonorde, Militair kruis 1ste klasse en Burgerlijke medaille 1ste klasse. In 1983 kreeg hij de erepenning van de Marnixring.
Herman Candries was ook lid van de Orde van den Prince en was van 1978 tot 1981 president.

## Publicatie
- Een nieuwe strategie voor vrede, Davidsfonds, Leuven, 1992, ISBN 9061527686

- Digitale Bibliotheek voor de Nederlandse Letteren: cand005
- International Standard Name Identifier: 0000 0000 4245 356X
- Library of Congress Control Number: n97046294
- Nederlandse Thesaurus van Auteursnamen: 428723853
- Virtual International Authority File: 1752703
- WorldCat: E39PBJwdjH64qjRH7XQbJYMwYP